# ルパン三世 プリズン・オブ・ザ・パスト
- ルパン三世 > ルパン三世 プリズン・オブ・ザ・パスト
- トムス・エンタテインメントの作品一覧 > ルパン三世 プリズン・オブ・ザ・パスト
- 金曜ロードSHOW! > ルパン三世 プリズン・オブ・ザ・パスト

『ルパン三世 プリズン・オブ・ザ・パスト』（ルパンさんせい プリズン・オブ・ザ・パスト）は、モンキー・パンチ原作のアニメ『ルパン三世』のテレビスペシャルシリーズ第27作。2019年11月29日に日本テレビ系『金曜ロードSHOW!』にて放送された。視聴率は10.1%。

## 概要
前作『ルパン三世 グッバイ・パートナー』に続くTVスペシャルであり、『金曜ロードSHOW!』枠で放送の完全新作ストーリーとして製作された作品である。また、本作は『TV第2シリーズ』のようなコミカルな面白さを追求し、子どもから大人まで楽しめることを意識して製作されたという。
この年の4月11日に原作者のモンキー・パンチが死去し、原作者没後に本格的に製作された最初のアニメ作品となる。また、同年5月1日に元号が「令和」に改元されて以降、初のTVスペシャル作品である他、新作のTVスペシャルが同年中に2本放送されたのも今回が初めてである。
監督は『TV第2シリーズ』から原画や作画監督を務めてきた辻初樹、脚本は『PART5』第20話にて脚本を務めた西田シャトナー、総作画監督も前作『グッバイ・パートナー』に引き続き丸藤広貴がそれぞれ起用されている。
一部回にあったルパン・次元・五ェ門のお互いの利害が一致せず仲間割れするシーンもあるが、本作では多少のわだかまりがあるも潜入前の揉め合いのみで潜入以降は普通に接していた。他にも銭形の手錠による二人三脚もいつものルパンとではなく、同じく敵に捕まった次元との微妙に息の合わないコンビネーションを見せるなど珍しい展開となった。また、2016年に放送されたTVスペシャル『ルパン三世 イタリアン・ゲーム』と同様、TVスペシャルでは珍しくゲストキャラクターに死者が出ていない。
本作では、ゲストキャラクターとして『PART5』のオリジナルレギュラーキャラクターである八咫烏五郎が再登場しており、別のルパン作品のオリジナルキャラクターがテレビスペシャルに再登場するのは本作が初となる。また、お笑いコンビの阿佐ヶ谷姉妹が、アナウンサー役の声優としてゲスト参加する。
本作ではオープニングにすべてのスタッフクレジットを集約しており、エンディングではスタッフロールは流れていない。ちなみに、オープニングの舞台は監督である辻の希望により、辻の出身地である北海道の、留萌市と増毛町（作中では「北海道某所」表記）となっている。
TVスペシャルとしては、第1作『ルパン三世 バイバイ・リバティー・危機一発!』から次元大介を演じ続けた小林清志の最後の出演作品となった。小林は本作について「ルパンはこうでなくちゃ」、「これが面白いんだよ」と評していたという。
衣装デザインに関しては、ルパン以外のレギュラーメンバーは前作『グッバイ・パートナー』同様の衣装デザインとなっている一方、ルパンは赤のジャケットに黒のワイシャツ、黄色のネクタイ、黒のズボンとなり、本作放送の翌週にあたる12月6日から公開が開始された劇場映画第6作『ルパン三世 THE FIRST』に合わせた衣装デザインとなった。

## あらすじ
ドルエンテ王国にあるエルギュイユ監獄。一度入ったら決して出られないと言われるその監獄に収監されているフィネガンの死刑執行が決まった。フィネガンは各国の政治家の財宝を貧しい人々に分け与えた、現代の義賊である。北海道の監獄を脱獄したばかりのルパンは、次元や五ェ門と共に彼を救出してお宝の分け前をいただこうとドルエンテ王国にむかう。
そこにはフィネガンのお宝を狙う不二子と共に、多くの泥棒たちが集まってきていた。泥棒たちは次々と監獄に挑み、囚われていく。その様子を見ていたルパンたちは、無事監獄に潜り込むことに成功するが、フィネガンによってルパンと五ェ門は海に突き落とされ、次元は囚われてしまう。運良く助かったルパンは監獄の広場で囚われた泥棒達と次元が鎖に繋がれ、オークションが行われているのを目撃する。なんとエルギュイユ監獄は囚人を闇組織に売る、人身売買の場であった。

## 登場人物

### メインキャラクター
ルパン三世
かの名高き怪盗アルセーヌ・ルパンの孫で、自らも世界的な大怪盗かつ変装の達人。
次元大介
コンバットマグナムを使う射撃の名手でルパンの相棒。
石川五ェ門
古の大泥棒・石川五ェ門の十三代目。最強の刀「斬鉄剣」を使う居合い抜きの達人。
峰不二子
ルパン一味の紅一点で、付かず離れずの存在。時にはルパン達を利用したり、裏切ったりすることも多い。
銭形警部
ルパン一味を追うICPOの捜査官。ルパン専任捜査官であるため、ルパンに関係する事件なら世界中どこでも捜査権が認められている。

### ゲストキャラクター
八咫烏五郎
声 - 島﨑信長
『PART5』より登場したICPOに配属されている銭形の部下となった刑事。
正義感は強いがまだ若手故に空回りすることが多く、ルパン一味とは敵として付き合いの長い銭形のように彼らと以心伝心が出来ず置いていかれそうになり、名前も覚えられていない。
事件後、何度でもルパンを逮捕すると呟く銭形に対し、「脱獄前提ですか？」と銭形とルパン一味の関係に苦笑した。
ロレンサ
声 - 桑島法子
本作のゲストヒロイン。
エルギュイユ監獄の所長。一見は厳しい冷酷な人物に見えるが、根は心優しく悪事を許さないといった強い正義感を持っている。また、近接格闘に長けている。
フィネガンによってドルエンテ国王を人質に取られた事から止むを得ずフィネガンの悪事に加担したものの、内心では良心の呵責に苛まれている。それでもドルエンテ国王を救ったと言うルパンの言葉を信じ切れずにエルギュイユ監獄の大仕掛けを作動させてしまう。そして、大仕掛けから逃れる為の術を囚人や警備員たちに伝えた後は、フィオを助けフィネガンを止める為にルパン達と行動を共にするようになる。最初にドルエンテ国王を助け、その後は離れ島に向かうフィネガンを追い、途中フィネガンの部下であるスカラトスとの交戦を経て、何とか離れ島にたどり着く。そこでフィオの王子としての成長を目の当たりにする事となる。その後、フィオに恋心を抱いている事が分かり、それを知ったルパンや不二子から「お姫様」とからかわれる。
騒動後は国王となったフィオの傍におり、彼の身を守る存在となっている事が窺えた。
ベルテ/フィオ
声 - 三木眞一郎
ロレンサの身を守る騎士だが、その正体はドルエンテ国王の息子で王国の王子、フィオである。
フィネガンによってドルエンテ王国が危機に陥った際にロレンサにより表向きは病死したこととされ、以降は顔を隠してベルテと名乗り、騎士として密かに生きるようになる。ドルエンテ王国に伝わる伝説「光の騎士」を探しており、人間離れした剣術を持つ五エ門を目の当たりにしたことで海に落ちた彼を助け、五エ門に伝説を明かした上で彼の剣術を学ぼうとお手合わせを願い出る。しばらくはロレンサの配慮で離れ島に居たものの、自身の生存を知って島に乗り込んだフィネガンと対峙する。そして、五エ門の助言を思い出しつつも王子としての誇りから立ち向かい、五エ門と同じ剣術を編み出してフィネガンの放つ拳銃の弾を斬り落とし、峰打ちで彼を昏倒させた。また、ルパンを通じて父に国を大切にするといった旨を伝え、父から王位継承を許された。
騒動後は国王になり、テレビの前で国の未来を考えていきたいという言葉と共に、いつかルパン達に感謝を伝えたいとも語った。
ヘクター・コルベット・フィネガン
声 - 平田広明
義賊の死刑囚。
国の政治家の財宝を貧しい人々に分け与えたり、多くの泥棒たちを救った過去があり、故にそういった人たちや泥棒たちからは英雄視され、また世間からは「ルパンに匹敵する大泥棒」と評されている。
エルギュイユ監獄に投獄され、死刑執行が確定して死刑囚となったが、実は死刑囚というのは今後活動しやすくする為のデマで、実態は死の商人である。ドルエンテ国王を人質に取ることでロレンサに言う事を聞かせて自身が収容されているエルギュイユ監獄を私物化し、さらには顧客にしている犯罪組織を相手に武器や人を売買して私腹を肥やすなどドルエンテ王国を影から操っていた。デマを信じて自分を救うために乗り込んだ泥棒たちを捕らえ、更にはルパン達も罠に嵌め、次元を捕らえるが、ルパンと五エ門には逃げられる。犯罪組織を相手に商売をしていた際にルパン達に邪魔され、スカラトスの操縦するヘリに乗って迎え撃つもヘリを撃墜されてしまい、一旦スカラトスと共にその場から逃走する。そして、ロレンサに大仕掛けを作動するよう強要し、ルパンたちに一旦は妨害されかけたが、結局は作動に成功したため再びその場を後にした。その後、ロレンサに仕掛けていた盗聴器から死んだとされたフィオが実は生きている事を知る。保険として大量のお宝を持ちつつもフィオを始末する為に彼が居る離れ島に向かうが、途中ルパンたちと対峙した際にフィオの顔そっくりに整形していたことや終いにはドルエンテ王国を乗っ取ろうと画策していた事が判明した。何とか島にたどり着き、そこでフィオと対峙するも、王子の誇りを取り戻したフィオによって圧倒され、峰打ちで昏倒させられた。しかし、すぐに目覚め、ルパン達を道連れにするためミサイルを放つが、結局はルパン達に阻止される。その後、次元からの問いかけに対し、自分は悪事で人を助けていただけだと語り、項垂れていたところを駆け付けた銭形たちに逮捕された。逮捕後は再び整形したのか、元の顔に戻っており、またICPOでの取り調べで武器の密売ルートなど全てを白状した。
ドルエンテ国王
声 - 緒方賢一
ドルエンテ王国の王で、フィオの父親。
表向きは病気療養していることになっているが、実際は乗っ取りを企むフィネガンに唆されて外にも出ずに閉じこもり続けた末にエルギュイユ監獄の地下に監禁され、更には首に爆弾を埋め込まれて人質にされていた。その後、ルパン達に助け出され、駆け付けた地元の警察に保護された。そして、王子としての誇りを取り戻したフィオの成長をルパンを通じて見届けたことで王位継承を決め、騒動後はフィオに国王の座を譲った。
スカラトス
声 - 坂詰貴之
フィネガンの部下。
常に嫌味的な言動が目立ち、ルパンを馬鹿にするなど皮肉屋な性格をしている。また、ヘリの操縦をこなしたり、ロレンサと渡り合うなど多彩且つ近接格闘には長けているが、一方では標的を当てられずに外しまくるなど重火器の扱いだけは下手である。
ルパンたちによって犯罪組織との商売を邪魔された際はヘリに乗って迎え撃つも、解放された次元によってヘリを撃墜され、辛くも脱出する。その後、フィオが生存していることを知ったフィネガンと共に離れ島に向かい、途中追いかけて来たルパンたちを再び迎え撃つ。ロレンサを相手に戦い、彼女に傷を負わせるが、自身も反撃したロレンサによって傷を負わされ、彼女を道連れにするため手榴弾で自爆した。その後は自力で離れ島にたどり着いており、生存が明かされたが、その後どうなったかは不明である。
ダイナマイト・ジョー
声 - 三宅健太
大爆発泥棒で、次元の元傭兵仲間。
その名の通り爆薬の扱いはお手のものであり、主に爆発物を使いこなしている。
不二子と組んでおり、他の泥棒たちとは違い、フィネガンの持つ財宝の分け前と不二子とのキスを目当てにしている。変装と正面突破でエルギュイユ監獄に侵入するも、罠に嵌まって氷漬けにされ、そのまま捕らえられる。その後、次元たちと共に人身売買にかけられそうになるが、ルパンたちに救われ、一旦は姿を消す。
終盤では不二子や彼女と組んでいた他の泥棒たちと行動を共にしており、海に沈んだお宝を探していた。ルパン達に出し抜かれ、海上保安庁の船が来たためその場から逃走した姿が描かれた。
ドク・ハインツ
声 - 家中宏
空飛ぶ大泥棒で、電子機器メーカーを経営している社長。
前述のように電子機器メーカーの経営者であるため、電子機器の扱いには長けている。
不二子と組んではいながらも、過去にフィネガンに救われた恩があるためフィネガンの持つ財宝よりも彼を救い出す事だけを第一に考えている。上空からエルギュイユ監獄への侵入を試みるも、あっけなく捕らえられる。その後、次元たちと共に人身売買にかけられそうになるが、ルパンたちに救われ、一旦は姿を消す。
終盤では不二子や他に彼女と組んでいた泥棒たちと行動を共にしており、海に沈んだお宝を探していた。ルパン達に出し抜かれ、海上保安庁の船が来たためその場から逃走した姿が描かれた。
バルマー兄弟
声 - 佐藤せつじ（兄）、小林親弘（弟）
泥棒ロボット使いの兄弟。主にバルマー三号を操って行動している。
不二子と組んでいながらも、フィネガンに恩を返す事しか頭にないためフィネガンの持つ財宝は彼と不二子に譲るつもりだと考えている。海中からエルギュイユ監獄に侵入するも、警備ロボットに見つかって捕らえられる。その後、次元たちと共に人身売買にかけられそうになるが、ルパンたちに救われ、一旦は姿を消す。
終盤では不二子や他に彼女と組んでいた泥棒たちと行動を共にしており、海に沈んだお宝を探していた。ルパン達に出し抜かれ、海上保安庁の船が来たためその場から逃走した姿が描かれた。
バルマー三号
声 - 藤高智大
バルマー兄弟が愛用しているロボット。
二人からは弟として扱われており、離れ離れになった際には二人がかなり心配するほど大切にされている事が窺えた。また、手をドリルやハンマーに変えられ、頭部の目はライトになっている。
エルギュイユ監獄に侵入した際、警備ロボットに挑むも敵わず、頭部のみ地下に落ちて行った。その後、ルパンに発見され、ライト代わりに使われた後は別れた。
終盤では作業員に扮してドルエンテ王国で働いていることが明らかになる。
オレジャーネ
声 - 青山穣
百獣の泥棒。
数種類の動物や生物の仮面を被り、その動物や生物の特性を使える。中国の変臉のように、一瞬で仮面を付け替える事が出来、仮面を剥がしても剥がしても仮面しか出てこないため、素顔は最後まで不明である。ややオネエっぽい言動をしており、「ですの」を付けて話す。また、アジトに今まで盗んだお宝を隠し持っている。
不二子と組んでいながらも、あくまでフィネガンの財宝を独り占めにすることを考えている。前述の特性でエルギュイユ監獄に侵入するも、警備ロボットによって倒され、そのまま捕らえられる。その後、次元たちと共に人身売買にかけられそうになるが、ルパンたちに救われ、一旦は姿を消す。
終盤では不二子や他に彼女と組んでいた泥棒たちと行動を共にしており、海に沈んだお宝を探していた。ルパン達に出し抜かれ、海上保安庁の船が来たためその場から逃走した姿が描かれた。
アナウンサー
声 - 阿佐ヶ谷姉妹
序盤と終盤に登場したTVアナウンサー。
序盤ではフィネガンの死刑確定に関するニュースを、終盤ではフィネガンの逮捕に関するニュースを報道した。

## 声の出演
- ルパン三世 - 栗田貫一
- 次元大介 - 小林清志
- 石川五ェ門 - 浪川大輔
- 峰不二子 - 沢城みゆき
- 銭形警部 - 山寺宏一
- 八咫烏五郎 - 島﨑信長
- ロレンサ - 桑島法子
- ベルテ（フィオ王子） - 三木眞一郎
- フィネガン - 平田広明
- ドルエンテ国王 - 緒方賢一
- スカラトス - 坂詰貴之
- ダイナマイト・ジョー - 三宅健太
- ドク・ハインツ - 家中宏
- バルマー兄 - 佐藤せつじ
- バルマー弟 - 小林親弘
- バルマー三号 - 藤高智大
- オレジャーネ - 青山穣
- 商人 - 羽鳥佑
- 露天商 - 和田緑郎
- 老人 - 箆津弘順
- 監獄警備兵A - 練馬大輔
- 監獄警備兵B - 早川毅
- 監獄所員A - 小玉雄大
- 監獄所員B - 瀧村直樹
- 所員 - 山田寛人
- テロリストA - 鷲見昂大
- テロリストB - 佐藤愁貴
- アナウンサーA - 渡辺江里子（阿佐ヶ谷姉妹）
- アナウンサーB - 木村美穂（阿佐ヶ谷姉妹）

## スタッフ
- 原作 - モンキー・パンチ（MPワークス、ルパン三世officialマガジン刊）
- 監督・絵コンテ - 辻初樹
- 脚本 - 西田シャトナー
- 総作画監督・キャラクターデザイン - 丸藤広貴
- 企画プロデュース - 加藤州平
- 企画 − 田中宏史（日本テレビ）、加藤良太（TMS）
- プロデューサー − 稲毛弘之（日本テレビ）、塩出正樹（日本テレビ）、鈴木信也（日本テレビ音楽）、山本剛士（VAP）、野崎康次（TMS）
- 美術監督 − 李凡善（BON.corp）
- 色彩設定 − 山上愛子
- 撮影監督 − 田沢二郎
- 編集 − 吉武将人
- 音響監督 − 清水洋史
- 音響効果 − 倉橋裕宗
- 音楽 - 大野雄二
- 演出 − 菅沼栄治、齋藤啓也、大嶋博之
- 作画監督 − 中島里恵、山川宏治、渡辺浩二、門倉世央子、平山智
- メカ作画監督 − 安藤義信、竹上貴雄、芳山優、酒井智史
- プロップデザイン − 鈴木藤雄、寺尾洋之、添田和弘、高木信一郎、大森英敏、亀垣一
- 原画 − 菅沼栄治、鈴木藤雄、川越淳、鍋島修、中島里恵、高木信一郎、中谷誠一、和田高明、門倉世央子、垣野内成美、敷島博英、滝川和男、崎山知明、酒井智史、池田早香、桑野佳子、大豆生田照美、津吹明日香、加藤洋人、飯島傑、渡辺まゆみ、沼田広、冨木由美子、平林孝、市橋雄一、竹上貴雄、島崎知美、和田伸一、中拓郎、青柳重美、浦中利浩、甲藤円、小澤尚子、坂本ひろみ、森亜紀子、杉江敏治、小峰正頼、谷拓也、安藤義信、富田佳亭、谷口繫則、鮫島寿志、糸島雅彦、梶浦紳一郎、滝五郎、小澤和則、辻初樹
- 美術設定 − studio Pablo、石田幸、座間智子、鈴木隆之、福田健二、斎藤瑞貴、堀川あゆみ
- 動画検査 − 国島裕子、スタジオブーメラン、高橋ひとみ、久木理恵
- 色指定検査 − 小池記代、若井あゆ、長岡純子、小原萌
- 特効 − 蘒原絢子
- 2Dデザイン − T2 studio、加藤千恵、加藤絵梨、橋爪優
- 特殊効果 − T2 studio、小川猛
- 録音 − 池田裕貴
- 録音助手 − 浅川祥幸
- 録音スタジオ − オムニバス・ジャパン三分坂スタジオ
- 音響制作担当 − 大野拓也、丹下雄二
- 音響制作 − 東北新社
- 音楽制作 − 松尾康治（トムス・ミュージック）、堀田卓也（日本テレビ音楽）、踊賢二郎（VAP）
- 企画開発 − 鈴木常泰
- 文芸担当 − 米山昴
- 制作デスク − 田村司
- 設定制作 − 伊藤将志
- 制作進行 − 佐藤亜美、戸田加奈子
- アソシエントプロデューサー − 鈴木禎
- アニメーションプロデューサー − 徳丸恵一
- アニメーション制作 - トムス・エンタテインメント
- 企画・制作 - 日本テレビ
- 製作・著作 - トムス・エンタテインメント

## 主題曲
メインテーマ「ルパン三世のテーマ2019」
作詞 - 千家和也 / 作曲・編曲 - 大野雄二 / 演奏 - Yuji Ohno & Lupintic Six with Friends / 歌 - 松崎しげる
エンディングテーマ「スーパーヒーロー2019」
作詞 - 奈良橋陽子 / 作曲・編曲 - 大野雄二 / 演奏 - Yuji Ohno & Lupintic Six with Friends / 歌 - 松崎しげる